# Appie Baantjer
Albert Cornelis Baantjer, detto Appie (Urk, 16 settembre 1923 – Alkmaar, 29 agosto 2010), è stato uno scrittore olandese di romanzi polizieschi durante e dopo la carriera di poliziotto.

## Biografia
Baantjer proveniva da una famiglia con tre figli. A sedici anni iniziò a lavorare in un'azienda di grassi e oli da cucina. Nel 1945, dopo che suo padre aveva fatto domanda di lavoro, si arruolò nella polizia di Amsterdam. In seguito scrisse il suo primo libro su quel dipartimento di polizia. Nel 1952 sposò Marretje van der Vaart. Un anno dopo, Baantjer iniziò il suo addestramento da detective e nel 1955 finì alla stazione di polizia di Warmoesstraat ad Amsterdam. Lì, vi lavorò per 28 anni, fino al suo pensionamento nel 1983. Nel 1959, lui e il collega Maurice van Dijk, sotto lo pseudonimo di ACM Baandijk, scrissero il loro primo libro, 5×8 Intervenes, che non ebbe successo. Dopo aver partecipato a un concorso di racconti per Het Parool nel 1961, Baantjer vinse un premio.
Negli anni successivi scrisse altri libri e nei primi anni '60 Baantjer creò il personaggio De Cock, basato su due suoi colleghi. Nel 1963 scrisse il suo primo libro De Cock: De Cock en een strop voor Bobby (De Cock: De Cock e un cappio per Bobby). In totale, sono stati pubblicati circa 70 libri. Oltre 7 milioni di questi libri furono venduti, con la serie televisiva Baantjer che si basava sui personaggi di queste opere. Sebbene Baantjer abbia spesso riferito che avrebbe smesso di scrivere, continuò la sua attività per molto tempo. I suoi libri erano quelli presi in prestito più frequentemente dalle biblioteche olandesi.

### Anni recenti
Baantjer visse a Medemblik. Sua moglie morì nel 2007 all'età di 78 anni. Il 29 maggio 2008, Peter Römer inaugurò il Museo Appie Baantjer ad Amsterdam, situato nel seminterrato del Café Heffer in Warmoesstraat. Questa sede non è lontana dall'ex stazione di polizia dove lavorava Baantjer. Il museo espone fotografie dello scrittore, manoscritti e prime edizioni dei libri di Baantjer. La sua biografia, scritta da Geertje Bos, è stata presentata nel settembre 2008 al Museo ferroviario di Utrecht.
Sebbene Baantjer avesse espresso l'intenzione di voler interrompere la serie De Cock e che l'ultimo libro sarebbe stato presentato nell'ottobre 2008, annunciò durante un'intervista di Theodor Holman in una trasmissione di Het Gesprek che avrebbe scritto un libro insieme a Simon de Waal. Questo libro, Een Rus in de Jordaan (Un russo nel Jordaan), fu pubblicato nel 2009. Fu un grande successo e raggiunse il numero 68 dei 100 libri più venduti del 2009. Nell'aprile 2010 fu pubblicato il secondo libro del duo Baantjer e De Waal, intitolato Een lijk in de kast (Un cadavere nell'armadio). Alla fine del 2010, sarebbe stato pubblicato il nuovo e terzo libro di entrambi, intitolato Een dief in de nacht (Un ladro nella notte).
Nel 2008, a Baantjer fu diagnosticata un'insufficienza cardiaca. All'inizio dell'agosto 2010, gli fu diagnosticata anche la forma più aggressiva di cancro esofageo. Baantjer morì poche settimane dopo, all'età di 86 anni.